# III век до н. э.
III (тре́тий) век до на́шей э́ры по пролептическому юлианскому календарю — век с 1 января 300 года до н. э. по 31 декабря 201 года до н. э. Это 8-й век 1-го тысячелетия до н. э. Ему предшествовал IV век до н. э., за ним следовал II век до н. э. Закончился 2225 лет назад.

## Основные события
- Первые две из Пунических войн между Римом и Карфагеном за контроль над западным Средиземноморьем. Покорение Испании Римом.
- Строительство двух чудес света: Александрийского маяка и Колосса Родосского.
- Составлена Септуагинта — перевод Ветхого Завета на койне
- Проведение вивисекций на животных и людях медиками александрийской школы.
- Появление первых алхимиков в Китае, Греции и Индии.
- На Шри-Ланке создан первый заповедник.
- Завершение периода Сражающихся царств. Объединение Китая под властью империи Цинь. Свержение Цинь и основание династии Хань.
- Начало строительства Великой Китайской стены.
- Скифы захватывают Согдиану.
- Ослабление хунну; усиление дунху.
- Образование Парфии.
- Практически весь Индийский субконтинент оказывается под властью императора Ашоки.
- На территории современного Вьетнама основаны государства Аулак и Намвьет.
- В латинском алфавите создана буква G.

## Важные персоны
- Евклид, древнегреческий геометр (ок. 365—275 до н. э.).
- Правители Египта династии Птолемеев.
  - Птолемей I Сотер (305—282 до н. э.) и его жёны Эвридика I и Береника I.
  - Птолемей II Филадельф (284—246 до н. э.) и его жёны Арсиноя I и Арсиноя II.
  - Птолемей III Эвергет (246—222 до н. э.) и его жена Береника II.
  - Птолемей IV Филопатор (222—204 до н. э.) и его жена Арсиноя III.
  - Птолемей V Эпифан (204—180 до н. э.) и его жена Клеопатра I.
- Архимед из Сиракуз, древнегреческий математик, физик, инженер (ок. 287—212 до н. э.).
- Аполлоний Пергский, математик (ок. 262—190 до н. э.).
- Цинь Шихуанди, император Китая (259—210 до н. э., годы правления 246—210 до н. э.).
- Ганнибал, карфагенский полководец (247—182 до н. э.).

## Открытия, изобретения
- Эратосфен вычислил размеры Земли.
- Архимед изобрёл архимедов винт.